# Ests museum voor toegepaste kunst en design
Het Ests museum voor toegepaste kunst en design (Ests: Eesti Tarbekunsti- ja Disainimuuseum) is een designmuseum in de Estse hoofdstad Tallinn. Het werd in 1980 opgericht in een voormalige graanschuur in de oude binnenstad. De doelstelling van het museum is om de Estse toegepaste kunst te verzamelen, preserveren en tentoon te stellen. Het museum heeft inmiddels 18000 stukken in hun bezit. 